# 新帆新闻组
新帆新闻组是一个在中国大陆免费对公共网络开放使用本地化语言命名组名的新闻组。
新帆新闻组不同于互相转信同步信息的Usenet上的新闻组，它在讨论分组中一律使用简体中文。这在新闻组服务中是罕见的，但这也一定程度上降低了不熟悉新闻组命名规则的中国大陆网民使用新闻组的难度(通过命名方式降低了门槛)。

## 历史
2000年前身：一定程度上说，新帆是万千新闻组的派生。创始人网名叫温柔一刀原来是万千中文新闻组的重要成员(广为人知的角色是万千新闻组的幽默组版主)。济南万千新闻组被关闭以后，温柔一刀在超越（IP:61.156.20.89）的帮助下建立了万千新闻组的一个简单镜像，考虑到可能失去所有原在万千服务器上的内容，同步了一部分帖子，并继承了济南万千新闻组的各组组织模式和组名中文化的思想，后在一批热心网友的帮助下，大批原济南万千的网友重新聚集这个只有ip地址的news服务器，新帆新闻组的雏形开始出现。

### 命名
新帆新闻组进入初步的正常运转后，使用了news.newsfan.net域名，在一个多月的征名过程中，网友“微笑”提出的新帆因其“信、达、雅”得到众人的认可，并正式成为newsfan新闻组的中文名称。

### 与Usenet转信
从一定意义上来讲，新帆是一个以新闻组形式存在的论坛，由于使用了中文组名，在面对Usenet传统的转信问题上就碰到了技术上和管理思想上的双重问题，故新帆新闻组一直无法参与Usenet的全球转信。在新帆建站之初，国内同时存在有cnnb、cn99两大新闻组服务器，其中，cn99提供了比较标准的Usenet服务，换句话说，cn99是参与全球转信的，但由于cn99采用Usenet的组名命名方法，对于当时中国大陆网友而言门槛较高，故群聚了一批中国内地一批资深网友，但人气相对较差，同期，cn99正在进行一项在Usenet开通.cn顶级组的申报，致力于让中文（除早期GB-HZ编码和chinese.*以外）在Usenet上占有一席之地，而不旺的人气就成为cn99这一行动的一个障碍。

### 财政问题
新帆的财政来源比较简单，主要是从创建人从自己的收入中拿出一部分来承担服务器托管和线路租用的费用。由于服务器不是用于商业目的，而大部分网友也拒绝商业模式的运作方式，因此每一次当地网络运营商(在济南地区主要是中国网通，中国联通，中国电信，中国铁通和本地运营商广电网络，济南百灵等）提高租金都会给新帆财政带来问题。因为2003年中国网通的托管机房提高费用，新帆在广大新帆用户的募捐下才暂时解决了运行费用问题。也有人对新帆的运作模式提出质疑，认为如果网站不能解决自身经济问题，就不会得到良性的发展。
2005年是新帆新闻组成立五周年，大规模制作了纪念T恤。

### 定位
新帆新闻组的定位应该属于综合社区类，但是依托不完全是WEB技术，而是NNTP协议。尽管此协议有一定程度的排他性，但从另一方面说形成了一个独特的新闻组用户群体。不同于微软(msnews.microsoft.com)，网景(news.netscape.com)这类纯技术型新闻组服务器，新帆新闻组从设置上技术与娱乐两方面都有涉及。进入2005年以来，为了降低新帆新闻组的门槛，在支持NNTP协议的同时，又提供了为大陆网友更加熟悉的web论坛方式，并且两者保持帖子同步，大大方便了某些出门在外，不方便使用OE的朋友。

## 新闻组设置以及与国际命名规则对应
新帆新闻组共分为5个大类，大类下面按照不同的应用、领域、概念、区域等标准分成众多的讨论组。其分类依据与国际命名规则（Usenet分类方法）基本一致，只是他们被翻译成中文了。请参阅：Usenet

### 计算机、软件、硬件、网络类
主要讨论计算机（相当于Comp.*）相关技术，是新帆新闻组的技术讨论核心。
下设5个小板块。
- 计算机软件类（相当于Comp.software.*）。 这里主要讨论的计算机系统使用的软件。主要领域有各种计算机操作系统，不同计算机平台上的应用软件，计算机编程语言，最新技术，软件开发知识和经验交流，数据库理论和知识，动态脚本技术等。

- 计算机硬件类（相当于Comp.hardware.*） 这里讨论的主要内容是计算机系统结构。由于大部分用户是PC用户，所以主要的讨论焦点也集中在这里。另外除了PC系统之外，还有设计系统设计、单片机等硬件工程，除此之外的服务器技术和网络设备相关问题也在此分类下。

- 计算机网络类（相当于Comp.network.*）。由于网络技术牵扯到很多其他的领域，所以计算机网络板块划分也比较细。网络板块主要的内容有网络硬件设备、维护技巧、常见的网络管理经验、故障排除、网络服务、常见的网络应用软件、服务器软件等等。

- 网络资源类（相当于alt.network.resource.*） 网络资源类主要讨论一般的网络共享软件的使用、窍门和技巧，以及互联网上丰富的知识资源交换等等。在2005年，网络资源类新加入Web2.0应用内容聚合板块RSS，涉及新闻，游戏，各类文档，音乐，影视信息等。新帆的用户无需安装RSS浏览器就可以收集到新的相关信息。

- 计算机杂类。这一般快主要解决分类不明显或者跨越多个领域的问题，例如设计硬件和系统服务的问题。

### 休闲、娱乐、生活类
- 休闲娱乐板块主要涉及游戏，流行、古典音乐，影视资料，幽默讽刺，图片等内容。
- 生活板块涉及美食，生活常识，经验交流等内容。涵盖面较广。

参看：新闻组和BBS，论坛的区别

### 聊天闲谈
新帆的聊天闲谈起初也是类似于新闻组分类种的Talk.*定义，内容可以涉及具有争议的话题，例如对历史和实事事件的观点等，后来曾经发生过多次讨论话题过于敏感的情况，不得不改变这一板块的导向。

### 教育就业、科学技术、人文艺术类
- 教育类别下涵盖主要外语语种（alt.languages.* 英法日德，仅仅这些组名为英语，其它均为中文），成人教育和专业教育应试等话题。
- 科学技术类别（sci.*）下涵盖自然科学的科普知识，与计算机技术无关或者关系较小的专业技术如卫星，无线电等。
- 人文艺术涉及中国文化，文学，艺术，哲学，古汉语和原创文学作品等等，另外文学部分还转载互联网上流行的连载小说和热门文章。

### 商业、经济、金融、管理类
此板块主要讨论经济理论，财务和金融知识；管理哲学、方法和经验等。

### 精华区
由于所有新闻组服务器都具备定期清理旧文档的功能，此板块建立为了保留有价值得文档，对其进行归档。精华区对普通用户只读，内部帖子更新通过管理操作进行。这里可能是类似于论坛的功能之一。由于新闻组帖子的排序只是按照发布顺序，所以不可能发生论坛恶意置顶和某个帖子保留在第一的情况。简单一点就是，新闻组中的发言不会因为参加讨论的人数改变位置（就是“顶不起来”）。精华区的内容只是一个内容的二次手工筛选，并不是新闻组原有板块和功能。必须管理员参与才能完成。

## 管理
新帆主要是通过招募志愿者来维护整个新闻组的正常讨论秩序。所有用户拥有平等的权利，没有大多数普通网络论坛那种根据用户参与讨论次数制定用户等级，除此之外，每个用户对于认为不正确的处理可以进行申诉和讨论。
- 管理员的产生 主要通过2种方式：自荐；兼任。并不是每一个讨论组都需要管理员。一般讨论组的管理员都是有本讨论组中具有丰富相关经验或者丰富相关知识的人担任。他们可以处理一般的常识性问题，专业问题也能轻松应付。对于研究性的话题一般也能给予比较权威的信息源。

- 观点冲突 由于新帆用户来自社会各个阶层，接受的教育不同，产生不同的观点是很普通的事情。因此站务组就成了一个各种思想和观念碰撞的地方。由于新闻管制（尽管近年来这个问题似乎已经不是很严重，也有人和欧美新闻媒体认为中国政府对互联网等新兴媒体采取了更加严格的控制手段，甚至有媒体认为，“共产党并不害怕色情污染网络，却对言论更加敏感”）问题，涉及政治、社会和法律的问题经常引起很多人的热烈讨论，其中的很多言论都可能会触动政府有关部门的神经。因此新帆也严格遵守国家的法律法规，一直避免这些话题出现在新闻组讨论中，一般这些内容会很快被清除。

- 删除标准 新帆新闻组种讨论内容被删除似乎比普通论坛和其他新闻组更加严格。主要有以下几个分类。
  - 不适合本讨论组内容。 即与本讨论组的主题无关内容。例如广告，恶意链接。
  - 过于激烈的言词。 对个人的人身攻击，谩骂等。
  - 敏感言论。 涉及比较敏感的社会问题。

## 服务器设置
为了方便用户的使用新闻组，新帆新闻组设置了3个新闻组服务器、1个Web端BBS*。
- 新闻组服务器
  - 主服务器  主要为中国网通用户使用。（主服务器线路改为铁通的线路后，中国电信用户的访问速度同中国网通用户的访问速度相差无几了）
  - 南方镜像服务器 主要为中国电信用户使用。（因为主服务器线路已经改用铁通的线路，南方镜像已于2006年6月起关闭）
  - 80端口服务器 供无法访问119端口(NNTP协议)的局域网用户使用。地址map.newsfan.net
- Web服务器 用于习惯使用网络浏览器的用户。最新的web服务器已经可以自动判断访问者是电信线路还是网通线路，然后跳转到最快的镜像服务器上，大大提高了web服务器的访问速度。
- FTP服务器 提供资料交换和共享。

2006年5月中旬，在经过一系列的准备后，新帆新闻组把主服务器转移到中国铁通的线路上，使得原来的电信用户访问主服务器的时候速度更快，而网通用户的访问速度基本不变。到了5月底，原来的南方镜像服务器不再对外开放，原来的南方镜像用户也转移到新的主服务器上。从此新帆新闻组的用户不再有帖子同步延时的问题，并方便了服务器的管理。

## 新帆特有名词
新帆特有的社区文化派生出下列词汇。下面的几个例子可能在其他互联网应用如电子公告板系统(BBS)、网络论坛、网络日志(Blog)也可能出现，并可能有不同含义。
- 新警察此词汇来源于一篇反映警察不正之风的短文。引申含义类似于“菜鸟”，“新手”，是对新用户的调侃，与此对应的帖子叫做“火星帖”。
- 拆字回贴法 有叫做都督的网友发明了汉字拆字回贴法。把欢迎故意在回帖中写成 又欠迎，新帆新闻组写成亲斤巾帆亲斤闻纟且，强写成弓虽等。这类回贴最常见于幽默组。
- TJJTDS 此单词是汉语拼音“弹鸡鸡弹到死”的声母缩写。来源于一则荒岛遇险的幽默。新帆的网友戏称为最佳惩罚手段。
- 月经帖 用来表示那些每隔一段时间（相对固定，例如一个月）就会出现一次的文章/帖子，多数时候是老鸟（老用户）嘲笑菜鸟（新用户）时使用。
- YY帖 特别指那些通过想象和发挥，但是与实际情况有较大出入的帖子，内容特别涉及中日关系，台湾问题或者阿Q精神等，不一而论。
- 学生帮 这里并非歧视学生。中国高等教育计算机课程（例如计算机文化基础，Internet）中涉及Windows系统的电子邮件和新闻组客户端软件Outlook Express的使用方法，在新闻组章节会提到中文新闻组，因此时常有一些学生在课堂上实践时间或者在计算机知识练习课上建立帐户访问，他们一般是成群的出现，在各个讨论组发一些主题为“Test”，“测试”或者以毫无含义的数字字母组合的构成的讨论主题。他们的到来一定程度影响了新闻组的秩序。因此被新帆用户称为学生帮。对于学生帮，新闻组用户一般在刚出现的时候还十分的不适应，后来也就慢慢习惯了，并不对这些学生进行谴责或者回帖，因为这些学生只是试验一下，并不是真的打算长期访问，因此即使谴责也是没有用的，所以大多数用户见到这样的帖子只是到站务组通报一下，让管理员删除了事。
- 带刀的 因为管理员有权限删除不合适的主题和内容，网民把这个操作叫做砍帖。带刀的就代指管理员。
- 自首帖 由于很多用户使用微软Outlook Express作为新闻组客户端，同时此软件也作为默认的邮件客户端，所以偶尔会发生不小心吧新闻组的帖子当成邮件发送，这样发到新闻组的帖子里就包含了一些个人的信息例如电话、地址、职位等信息。这是发帖人到站务组要求删除称为“自首”。此贴也就变成自首帖。
- 太监帖 顾名思义就是“底下没有了”。这常指代消息发了一半就没有下文的帖子，类比用法。
- 刷墙 同刷屏，这种情况一般出现在聊天组和幽默讽刺组等用户比较多，帖子也比较多的组。指一种用户行为，这类用户在短时间内发布大量的帖子，由于新闻组客户端是按照帖子线索排序的，不像论坛帖子顺序按照回帖会自动变化，这样帖子的位置一般会按照发布时间固定下来。如果发生刷墙，这一个用户的名字就可以占满一个屏幕的位置，在这一个屏幕上只看到一个人的帖子。

## 新帆新闻组和言论自由
中国大陆官方为控制民众言论实施互联网审查，特别设立的网警24小时监控论坛网站和新闻组等公众可以自由发表言论的地方。
例如如果Google的搜索结果里面出现与政治、经济、生活状况相关，跟中国政府的观点相左的内容，访问Google的计算就可能被立即断开互联网连接或者访问Google的链路被强制封锁（通过网络网络防火长城或者域名劫持等技术手段）。如果一个小型网站上存在上述内容，在一段允许的时间内没有及时删除的，如果被公安或者国安的网络警察发现，网络管理员就很有可能被网络警察电话“访问”甚至请去“喝茶”。如果出现多次，该网站很有可能遭遇关闭的命运。
新帆新闻组也不例外。尽管web服务端已经根目录设置Root.txt访问控制，阻止不当言论进入搜索引擎继续传播，但是个别不遵循互联网搜索引擎爬虫程序规则的劣质程序依然非法读取页面信息，因此导致网站管理员曾经多次受到来自中国官方的警告，甚至被要求“面谈”，Web页面也因此多次停止服务。为此，新帆一方面实行自我检查制度，对文章标题和内容实施过滤。凡是涉及政治、激进民主、改革问题、中国共产党和宗教问题都无法发送到服务器上；另一方面管理员也根据政府出台的有关标准和文件，在最短时间内删除争议内容。同时新帆不欢迎一切带有广告性质或者根本就是广告的帖子，这其中也包括以骗取流量和点击率的链接广告等等。
尽管如此，新帆仍然是中国大陆互联网上相对自由和开放的一个新闻组。